# Puits (Aube)
Der Puits ist ein Fluss in Frankreich, der in der Region Grand Est (früher Champagne-Ardenne) verläuft. Er  entspringt im Ortsgebiet von Sompuis im Département Marne, fließt in vorwiegend südlicher Richtung durch die Trockene Champagne (frz: Champagne sèche), überquert die Grenze zum Département Aube und mündet schließlich nach rund 33 km im Gemeindegebiet von Isle-Aubigny als rechter Nebenfluss in die Aube. Der Puits hat keine größeren Zuflüsse.

## Orte am Fluss
(Reihenfolge in Fließrichtung)
- Sompuis
- Le Meix-Tiercelin
- Saint-Ouen-Domprot
- Bréban
- Dampierre
- Vaucogne
- Ramerupt